# Литвинов Володимир Устинович
Володимир Устинович Литвинов (рос. Владимир Устинович Литвинов; нар. 15 березня 1951, Ленінград, Московська область, РРФСР, СРСР) — радянський та російський актор театру та кіно. Заслужений артист Росії (2007).

## Життєпис
Володимир Литвинов народився 15 березня 1951 року в Ленінграді. Після закінчення школи вступив у Ленінградський політехнічний інститут. Після першого курсу полтехнічного Литвинова призвали до армії. Під час служби зрозумів, що хоче бути актором. Після демобілізації Литвинов кидає політех, та вступає на акторське відділення факультету драматичного мистецтва Ленінградського державного інституту театру, музики і кінематографії, який закінчив у 1976 році.
У різні роки служив в театрах Ленінграда: театрі комедії, театрі юних глядачів (ТЮГу), театрі на Ливарному.
Кінодеб'ют відбувся у 1976 році в психологічній драмі «Поки стоять гори». 
Загалом Володимир Литвинов взяв участь у 109 фільмах.

## Особисте життя
Перший раз Володимир Литвинов одружився ще в молоді роки, у шлюбі народилася дочка Ганна. З дружиною, яка на той момент вже викладала в Гнєсінському училищі, у актора відносини не склалися.
Друга дружина Литвинова, лікар за фахом, не довго прожила з актором. Жінка іммігрувала у Німеччину, куди Володимир не хотів переїжджати. 
З третьою дружиною Оленою Литвинов познайомився у Києві. Олена за освітою економіст, вона на 19 років молодша від Литвинова. У 1992 році в подружжя народився син Арсеній, у 2009 році — дочка Оксенія. 

## Вибрана фільмографія
| Рік       |    | Українська назва                        | Оригінальна назва                      | Роль                                                                       |
| --------- | -- | --------------------------------------- | -------------------------------------- | -------------------------------------------------------------------------- |
| 2017—2018 | с  | Високі ставки. Реванш                   | Высокие ставки. Реванш                 | Ігор Філіпенко, генерал-майор, начальник УБЕЗ                              |
| 2017      | с  | Той, хто не спить                       | Тот, кто не спит                       | директор                                                                   |
| 2016—2017 | с  | Молодіжка                               | Молодёжка                              | Ігор Зуєв, олігарх, батько Станіслава Зуєва                                |
| 2016      | с  | Джуна                                   | Джуна                                  | Володя, помічник Джуни                                                     |
| 2014      | с  | Слава                                   | Слава                                  | Віктор Тихонов, головний тренер збірної СРСР з гокею                       |
| 2014      | с  | Принц Сибіру                            | Принц Сибири                           | Костянтин Бушуєв, мультимільйонер, власник лісозаготівельного підприємства |
| 2014      | с  | Півцарства за кохання                   | Полцарства за любовь                   | Ігор Корольов, бізнесмен, батько Христини                                  |
| 2014      | с  | Поверни моє кохання                     | Верни мою любовь                       | Сергій Орлов, олігарх, батько Ілони та Влада                               |
| 2013      | с  | Дружина офіцера                         | Жена офицера                           | Віктор Макаров, батько Ліки, полковник у відставці                         |
| 2013      | с  | Все спочатку                            | Всё сначала                            | Владислав Сомов, охоронець Павла Стахова                                   |
| 2012      | с  | Топтуни                                 | Топтуны                                | Віталій Тішин («Робін»), вербувальник, колишній боєць спецназу ГРУ         |
| 2011      | с  | Піраньї                                 | Пираньи                                | Володимир Логінов, капітан 2 рангу берегової охорони                       |
| 2010      | с  | Небо у вогні                            | Небо в огне                            | Кондратьєв, полковник, начальник льотного училища                          |
| 2009      | с  | Золото скіфів                           | Золото скифов                          | «Колекціонер»                                                              |
| 2009      | с  | Полювання на Вервольфа                  | Охота на Вервольфа                     | Микола Сєдов, майор Червоної армії                                         |
| 2008      | ф  | Важко бути мачо                         | Трудно быть мачо                       | Вікторе Щербина, колишній товариш по службі В'ячеслава Чернокова           |
| 2008      | с  | Важкий пісок                            | Тяжёлый песок                          | Афанасій Сташенок, сусід Рахленко                                          |
| 2008      | с  | Знахар                                  | Знахарь                                | генерал Губанов                                                            |
| 2007      | с  | Ситуація 202                            | Ситуация 202                           | акціонер                                                                   |
| 2007      | ф  | 1612. Хроніки Смутного часу             | 1612: Хроники смутного времени         | боярин                                                                     |
| 2006      | с  | Секретні доручення                      | Секретные поручения                    | Ігор Смирнов, генерал                                                      |
| 2005      | с  | Забійна сила-6                          | Убойная сила-6                         | Костянтин Родіонов, банкір, власник гокейного клубу                        |
| 2005      | ф  | Полювання за тінню                      | Охота за тенью                         | Шишкін                                                                     |
| 2004      | с  | Сліпий                                  | Слепой                                 | полковник Сердюк ( «Батя»)                                                 |
| 2004      | с  | Боєць                                   | Боец                                   | Семен Тростніков                                                           |
| 2003      | с  | Леді Мер                                | Леди Мэр                               | Касаткін                                                                   |
| 2003      | с  | Тоталізатор                             | Тотализатор                            | Трофимов                                                                   |
| 2002      | с  | Російський спецназ                      | Русский спецназ                        | Сілін, полковник ФСБ                                                       |
| 2002      | с  | Кодекс честі                            | Кодекс чести                           | Микола Уваров, особистий охоронець банкіра Мамаєва                         |
| 2002      | с  | Льодовиковий період                     | Ледниковый период                      | Оганезов, полковник ФСБ                                                    |
| 2002      | с  | Дві долі                                | Две судьбы                             | Володимир Ланський                                                         |
| 2001      | с  | Марш Турецького-2                       | Марш Турецкого-2                       | генерал Коновалов                                                          |
| 2001      | с  | Леді Бомж                               | Леди Бомж                              | епізодична роль                                                            |
| 2000      | ф  | Російський бунт                         | Русский бунт                           | Гриньов-старший                                                            |
| 2000      | с  | Бандитський Петербург. Фільм 2. Адвокат | Бандитский Петербург. Фильм 2. Адвокат | Мішаня «Стріляний»                                                         |
| 1998      | с  | Вулиці розбитих ліхтарів                | Улицы разбитых фонарей                 | Валерій Звєрєв                                                             |
| 1998      | ф  | Класик                                  | Классик                                | Кирило Єрмолаєв («Смокінг»), президент Федерації російського більярду      |
| 1994—1998 | с  | Петербурзькі таємниці                   | Петербургские тайны                    | епізодична роль                                                            |
| 1993      | ф  | Золото партії                           | Золото партии                          | Павло Селіхов                                                              |
| 1993      | ф  | Кодекс безчестя                         | Кодекс бесчестия                       | епізодична роль                                                            |
| 1992      | ф  | Гроза над Руссю                         | Гроза над Русью                        | Борис Годунов                                                              |
| 1991      | ф  | Танго смерті                            | Танго смерти                           | Анарх, головна роль                                                        |
| 1991      | ф  | Рік гарної дитини                       | Год хорошего ребёнка                   | Великий нишпорка                                                           |
| 1990      | ф  | Розпад                                  | Распад                                 | епізодична роль                                                            |
| 1989      | ф  | Гарем Степана Гуслякова                 | Гарем Степана Гуслякова                | Степан Гусляков, багатодітний батько                                       |
| 1989      | ф  | Хочу зробити зізнання                   | Хочу сделать признание                 | Микола Власюк, головна роль                                                |
| 1988      | ф  | Не забудь озирнутися                    | Не забудь оглянуться                   | Валерій Валерійович Кузьменко, голова колгоспу                             |
| 1988      | ф  | За все заплачено                        | За всё заплачено                       | Семенов, прапорщик, воїн-інтернаціоналіст                                  |
| 1987      | ф  | Перша зустріч, остання зустріч          | Первая встреча, последняя встреча      | епізодична роль                                                            |
| 1986      | ф  | Оплата за проїзд                        | Плата за проезд                        | Мусатов                                                                    |
| 1986      | ф  | Як стати зіркою                         | Как стать звездой                      | Лука                                                                       |
| 1985      | ф  | Вина лейтенанта Некрасова               | Вина лейтенанта Некрасова              | Вальков, капітан авіації                                                   |
| 1985      | ф  | Снігуроньку викликали?                  | Снегурочку вызывали?                   | залицяльник Світлани                                                       |
| 1985      | ф  | Чорна стріла                            | Чёрная стрела                          | епізодична роль                                                            |
| 1981      | ф  | Жінка у білому                          | Женщина в белом                        | Гілмор, адвокат, доктор права                                              |
| 1980      | ф  | Тривога                                 | Тревога                                | Сергій Максимов, старший лейтенант                                         |
| 1980      | ф  | Про бідного гусара замовте слово        | О бедном гусаре замолвите слово        | гусар в більярдній                                                         |
| 1979      | ф  | Емісар закордонного центру              | Эмиссар заграничного центра            | ад'ютант генерала Євгена Климовича                                         |
| 1978      | тф | Сіль землі                              | Соль земли                             | Михайло Дегова                                                             |
| 1977      | ф  | Кодова назва «Південний грім»           | Кодовое название «Южный гром»          | Громов, лейтенант                                                          |
| 1977      | ф  | Золота міна                             | Золотая мина                           | альпініст                                                                  |
| 1976      | тф | Поки стоять гори                        | Пока стоят горы                        | альпініст                                                                  |